# Тройной мост (Любляна)
Тройной мост (словен. Tromostovje, старое — Trimostje) — ансамбль из трёх пешеходных мостов через реку Любляницу в историческом центре Любляны. 
Связывает центральные площади города — Городскую и площадь Прешерна.

## История
На месте современного моста со времён Средневековья располагались деревянные мосты. В письменном источнике 1280 года упоминается как Старый мост. В XVIII веке сооружение охраняло установленное посреди моста  распятие, которое в 1796 году было передано на хранение в церковь францисканцев. 
В 1842 году по проекту итальянского архитектора Джованни Пикко был построен первый каменный мост Франца с двумя арками, названный в честь австрийского эрцгерцога Франца Карла. В просторечии назывался Больничным мостом (Špitalski most). В XX веке возникла потребность в расширении моста. По проекту архитектора Й. Плечника, который высказался за сохранение существующего моста, в 1931—1932 годах параллельно старому мосту были сооружены два новых более узких моста из железобетона. При этом было демонтировано декоративное чугунное ограждение старого моста, на всех трёх мостах в едином стиле установлены белые балюстрады, отражающие венецианские мотивы.
На протяжении XX века по мосту курсировали трамваи и автобусы. В 2007 году мост вместе с историческим центром Любляны был закрыт для движения автотранспорта. В 2009 году отнесён к памятникам национального значения. В 2010 году поверхность моста ранее уложенная асфальтом, была покрыта гранитными плитами.